# Франческо Калі
Франческо Калі (італ. Francesco Calì, 16 серпня 1882, Ріпосто — 3 вересня 1949, Генуя) — італійський футболіст, що грав на позиції захисника і нападника, зокрема за клуб «Андреа Доріа». Один з перших футбольних ентузіастів в Італії. Учасник першої офіційної гри національної збірної Італії, перший капітан команди у її історії.
По завершенні ігрової кар'єри — футбольний тренер і арбітр.

## Клубна кар'єра
Народився на Сицилії в родині місцевого винороба. Невдовзі родина перебралася до Швейцарії, де Франческо зацікавився футболом і з 15 років почав грати за  «Фортуну» (Цюрих). Згодом протягом 1900 року виступав за женевську «Уранію».
Того ж 1900 року повернувся на батьківщину, де 1901 року приєднався до команди «Дженоа». А наступного року перейшов до іншої генузької команди «Андреа Доріа». Грав за неї протягом десяти сезонів.

## Виступи за збірну
15 травня 1910 року був включений до складу національної збірної Італії на її перший в історії офіційний матч — товариську гру проти збірної Франції, в якій італійці здобули перемогу з рахунком 6:2. Як один з найдосвідченіших футболістів у складі команди та знавець декількох іноземних мов був обраний її капітаном, ставши таким чином першим капітаном в історії італійської збірної.
За 11 днів відіграв у своєму другому і останньому матчі за національну команду, в якому вона поступилася з рахунком 1:6 збірній Угорщини, що відповідно стало першою поразкою в історії італійської футбольної збірної.

## Тренерська і суддівська кар'єра
Повернувшись до Італії, 1900 року став першим одноосібним тренером в історії команди «Андреа Доріа». Тренував цю команду до 1908 року, значну частину цього періоду поєднуючи тренерську роботу з виступами на полі.
Протягом 1902—1915 років також був футбольним арбітром, судив ігри італійської футбольної першості.
З 1912 до 1921 року включався до декількох складів тренерської ради національної збірної Італії, колегіального органу, який займався підготовкою національної команди.
Помер 3 вересня 1949 року на 68-му році життя у місті Генуя.
| Дата       | Місто    | Господарі | Результат | Гості   | Турнір           | Голи | Примітки                                    |
| ---------- | -------- | --------- | --------- | ------- | ---------------- | ---- | ------------------------------------------- |
| 15/05/1910 | Мілан    | Італія    | 6 – 2     | Франція | товариський матч | -    | кап. Перша гра в історії збірної Італії     |
| 27/05/1910 | Будапешт | Угорщина  | 6 – 1     | Італія  | товариський матч | -    | кап. Перша поразка в історії збірної Італії |
| Усього     |          | Матчів    | 2         |         | Голів            | 0    |                                             |